# فولفغانغ هوراك
فولفغانغ هوراك (بالألمانية: Wolfgang Horak)‏ هو مجدف ألماني، ولد في 2 مايو 1952 في بون في ألمانيا.

## وصلات خارجية
- فولفغانغ هوراك على موقع الاتحاد الدولي للتجديف (الإنجليزية)
- فولفغانغ هوراك على موقع اللجنة الأولمبية الدولية (الإنجليزية)
- فولفغانغ هوراك على موقع أوليمبيديا (الإنجليزية)